# Лесовой, Даниил Олегович
Дании́л Оле́гович Лесово́й (укр. Даниїл Олегович Лісовий; род. 12 января 1998, Москва, Россия) —  украинский и российский футболист, полузащитник клуба «Пари Нижний Новгород».

## Биография

### Ранние годы
Прадед Даниила — министр химической промышленности СССР Леонид Аркадьевич Костандов (1915—1984).
Родился 12 января 1998 года в Москве. С двух до пяти лет жил в Праге, где его мама имела собственный магазин одежды. Родители разошлись, когда Даниилу было 6 лет, он и его младший брат Филипп с мамой переехали в Киев. Владеет украинским языком.
С шести лет занимался футболом в академии киевского «Динамо» вместе с братом, но Филипп вскоре бросил занятия. Первый тренер Даниила — Виталий Григорьевич Хмельницкий. Изначально играл на позиции правого защитника, но позже тренеры перевели его в группу атаки. 
По итогам сезона 2012/13 в детско-юношеской футбольной лиге Украины среди игроков до 15 лет Лесовой был признан лучшим игроком турнира. Будучи футболистом «Динамо», получил гражданство Украины, чтобы выступать за юношескую сборную этой страны. 
В 17 лет в матче молодёжного первенства против одесского «Черноморца» получил серьёзную травму — разрыв крестообразных связок. Клуб был готов оплатить операцию в Киеве, однако мама настаивала на Германии и оплатила операцию сама.

### «Зенит» и аренда в «Арсенал»
В ноябре 2016 года подписал контракт с петербургским «Зенитом» и принял российское гражданство. На профессиональном уровне дебютировал 18 марта 2017 года в составе фарм-клуба «Зенита», выйдя на замену на 60-й минуте матча первенства ФНЛ против клуба «Спартак-Нальчик». За полтора сезона провёл 32 матча в ФНЛ и отметился голом в ворота «Томи». Периодически тренировался с основным составом «Зенита», но ни одной игры за команду не провёл.
28 июля 2018 года был отдан в аренду на один сезон в тульский «Арсенал». На следующий день Лесовой дебютировал в Премьер-лиге в матче 1-го тура против московского «Динамо», в котором вышел на замену на 57-й минуте вместо Михаила Александрова. В матче 3-го тура против «Ахмата» (3:1) забил свой первый гол в высшей лиге. Всего же в дебютном сезоне в РПЛ отыграл 13 матчей и забил 2 гола.
Летом 2019 года арендное соглашение было продлено ещё на сезон. В июле-августе он сыграл в обоих матчах второго отборочного раунда Лиги Европы УЕФА против азербайджанского «Нефтчи», в котором «Арсенал» уступил с общим счётом 0:4. В чемпионате России в сезоне 2019/20 Лесовой сыграл 27 матчей, забил 3 гола и отдал 4 голевые передачи.
3 июля 2020 года «Арсенал» выкупил контракт Лесового у «Зенита», подписав с ним 3-х летний договор. Сумма трансфера оценивается в 600 тысяч €. В начале нового сезона Лесовой успел сыграть за «Арсенал» 6 матчей и 22 августа отметился дублем в ворота московского «Динамо».

### «Динамо» Москва
7 сентября полузащитник перешёл в «Динамо», подписав контракт на 5 лет.

### Аренда в «Маккаби» Хайфа
2 февраля 2024 года перешёл в «Маккаби» Хайфа на правах аренды до конца сезона 2023/24.

### Аренда в «АЕЛ»
1 августа 2024 года перешёл в кипрский «АЕЛ» на правах аренды до конца сезона 2024/25. В первом же матче 24 августа забил гол и отдал голевую передачу.

### «Пари НН»
17 июля 2025 года подписал трёхлетний контракт с «Пари НН».

### Карьера в сборной
Будучи игроком киевского «Динамо», активно вызывался в юношескую сборную Украины. С 2018 года привлекался в молодёжную сборную России. В составе сборной России до 21 года принимал участие в отборочном турнире молодёжного чемпионата Европы 2021. В рамках квалификации сыграл 7 матчах и отметился голом в ворота сборной Латвии. По итогам отборочного турнира Россия заняла первое место в группе и вышла в финальную стадию чемпионата Европы.
В ноябре 2020 года Лесовой впервые был вызван в основную сборную России.

## Статистика

### Клубная
| Выступление      | Выступление      | Выступление      | Лига | Лига | Кубок | Кубок | Еврокубки | Еврокубки | Итого | Итого |
| Клуб             | Лига             | Сезон            | Игры | Голы | Игры  | Голы  | Игры      | Голы      | Игры  | Голы  |
| ---------------- | ---------------- | ---------------- | ---- | ---- | ----- | ----- | --------- | --------- | ----- | ----- |
| Зенит-2          | ФНЛ              | 2016/17          | 8    | 0    | —     | —     | —         | —         | 8     | 0     |
| Зенит-2          | ФНЛ              | 2017/18          | 24   | 1    | —     | —     | —         | —         | 24    | 1     |
| Зенит-2          | Итого            | Итого            | 32   | 1    | —     | —     | —         | —         | 32    | 1     |
| Арсенал (Тула)   | Премьер-лига     | 2018/19          | 13   | 2    | 4     | 0     | —         | —         | 17    | 2     |
| Арсенал (Тула)   | Премьер-лига     | 2019/20          | 27   | 3    | 2     | 0     | 2         | 0         | 31    | 3     |
| Арсенал (Тула)   | Премьер-лига     | 2020/21          | 6    | 2    | —     | —     | —         | —         | 6     | 2     |
| Арсенал (Тула)   | Итого            | Итого            | 46   | 7    | 6     | 0     | 2         | 0         | 54    | 7     |
| Динамо (Москва)  | Премьер-лига     | 2020/21          | 22   | 5    | 2     | 0     | 1         | 0         | 25    | 5     |
| Динамо (Москва)  | Премьер-лига     | 2021/22          | 8    | 0    | 4     | 0     | —         | —         | 12    | 0     |
| Динамо (Москва)  | Премьер-лига     | 2022/23          | 13   | 0    | 9     | 0     | —         | —         | 22    | 0     |
| Динамо (Москва)  | Премьер-лига     | 2023/24          | 7    | 0    | 5     | 0     | —         | —         | 12    | 0     |
| Динамо (Москва)  | Итого            | Итого            | 50   | 5    | 20    | 0     | 1         | 0         | 71    | 5     |
| Всего за карьеру | Всего за карьеру | Всего за карьеру | 128  | 13   | 26    | 0     | 3         | 0         | 157   | 13    |

### Матчи за национальные сборные
| Матчи и голы Даниила Лесового за молодёжную сборную России | Матчи и голы Даниила Лесового за молодёжную сборную России | Матчи и голы Даниила Лесового за молодёжную сборную России | Матчи и голы Даниила Лесового за молодёжную сборную России | Матчи и голы Даниила Лесового за молодёжную сборную России | Матчи и голы Даниила Лесового за молодёжную сборную России | Матчи и голы Даниила Лесового за молодёжную сборную России |
| №                                                          | Дата                                                       | Оппонент                                                   | Счёт                                                       | Голы                                                       | Турнир                                                     |                                                            |
| ---------------------------------------------------------- | ---------------------------------------------------------- | ---------------------------------------------------------- | ---------------------------------------------------------- | ---------------------------------------------------------- | ---------------------------------------------------------- | ---------------------------------------------------------- |
| 1                                                          | 6 сентября 2019                                            | Сербия (до 21)                                             | 1:0                                                        | —                                                          | Отборочные матчи МЧЕ-2021                                  |                                                            |
| 2                                                          | 10 сентября 2019                                           | Болгария (до 21)                                           | 0:0                                                        | —                                                          | Отборочные матчи МЧЕ-2021                                  |                                                            |
| 3                                                          | 11 октября 2019                                            | Польша (до 21)                                             | 2:2                                                        | —                                                          | Отборочные матчи МЧЕ-2021                                  |                                                            |
| 4                                                          | 4 сентября 2020                                            | Болгария (до 21)                                           | 2:0                                                        | —                                                          | Отборочные матчи МЧЕ-2021                                  |                                                            |
| 5                                                          | 8 сентября 2020                                            | Польши (до 21)                                             | 0:1                                                        | —                                                          | Отборочные матчи МЧЕ-2021                                  |                                                            |
| 6                                                          | 9 октября 2020                                             | Эстония (до 21)                                            | 4:0                                                        | —                                                          | Отборочные матчи МЧЕ-2021                                  |                                                            |
| 7                                                          | 13 октября 2020                                            | Латвия (до 21)                                             | 4:1                                                        | 1                                                          | Отборочные матчи МЧЕ-2021                                  |                                                            |

Итого за молодёжную сборную: 7 матчей / 1 гол; 4 победы, 2 ничьи, 1 поражение.